# Amalafrid
Amalafrid, Amalafred ou Hamalafrède (en latin Amalafridus, Amalafredus ou Hamalafredus, en grec Αμαλαφρίδας/Amalafridas ; né vers 510 - † vers 560) est un prince thuringe et un général byzantin au service de l'empereur Justinien.
Amalafrid est le fils d'Hermanfred, dernier roi des Thuringes, et d'Amalaberge, nièce du roi des Ostrogoths Théodoric le Grand. En 531, lorsque son père est vaincu et tué par les Francs qui viennent d'envahir le royaume thuringe, il fuit en Italie avec sa mère et sa sœur Rodelinde et trouve refuge à la cour de Ravenne, capitale du royaume ostrogoth.
En 540, Amalafrid est capturé avec sa mère et sa sœur par le général byzantin Bélisaire qui vient de s'emparer de Ravenne et du roi ostrogoth Vitigès, et il est envoyé à Byzance, à la cour de l'empereur Justinien. Procope de Césarée raconte que Justinien le fit capitaine dans l'armée byzantine et maria sa sœur Rodelinde à Aldoin, roi des Lombards. Plus tard, vers 551/552, Amalafrid recevra la mission de commander les troupes byzantines chargées de venir en aide aux Lombards, en guerre contre les Gépides du roi Thorisind. Les Lombards entrèrent dans le territoire des Gépides avec le renfort qu'Amalafrid leur avait amené, et les vainquirent lors de la bataille d'Asfeld.
D'une épouse inconnue, Amalafrid eut au moins un fils, Artachis. Jean Athalarichos (fl. 622-637), fils illégitime de l'empereur byzantin Héraclius, pourrait être l'un de ses descendants.

## Sources primaires
- Procope de Césarée, Les Guerres de Justinien VIII, chap. XXV. (2. « Justinien secourt les Lombards contre les Gépides »).
- Venance Fortunat, Carm. App. 3.